# Esgrima en España

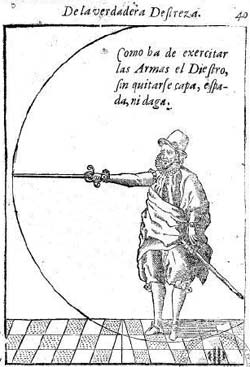
Guardia de ángulo recto. Verdadera Destreza.

La esgrima en España es la actividad sistemática del desarrollo de la esgrima en ese país. 
Aunque es posible considerar que el combate con armas blancas fuese practicado en los reinos de la península ibérica con tanta intensidad como en el resto de occidente, la aparición de tratados españoles de esgrima es posterior a la de prácticamente todos sus países vecinos.

## Contexto histórico
En la zona germánica se constata la tratadística desde finales del siglo XIII (con la obra anónima conocida como Royal Armouries Ms. I.33) a los que le siguen otros escritos que indican la existencia de una tradición fuertemente asentada cuyo máximo representante sería Johannes Liechtenauer. En Italia el primer tratado conservado es obra de Fiore dei Liberi, del año 1409, aproximadamente, manuscrito conocido en español como Flor de batallas (Flos Duellatorum in armis, sine armis, equester, pedestre). También Inglaterra conserva escritos como el Manuscrito Harley, conservado en el British Museum, datable en torno a 1430, un texto anónimo rimado, indicador de una incipiente escuela inglesa de esgrima de salón.  Por su parte,  en Francia, la bibliografía se inicia apenas unos años después, a mediados del siglo XV, con Le Jeu de l'hache d'armes, asimismo anónimo. La práctica totalidad de estos tratados se conserva, bien en su estado original, bien en forma de copias posteriores o, incluso, resúmenes y adaptaciones.
En cambio, en España, los primeros tratados aparecen bien entrado el siglo XV y no se conserva ninguno de ellos. Tan solo tenemos referencia de los mismos porque son mencionados en otros libros. Por esta vía, sabemos que Jaime Pons de Perpiñán, publicó su obra La verdadera esgrima y el arte de esgrimir en 1472, en el que, al parecer, se establecen las pautas para el ejercicio de esta actividad. Uno o dos años después, saldría a la luz "El manejo de las armas de combate" (1473) de Pedro de la Torre. En 1532, Francisco Román, un conocido Maestro de Armas desde 1526, publica su Tratado de la esgrima con figuras, que —desgraciadamente— tampoco ha llegado hasta nosotros, pero que por referencias parece ser el fundamento sobre el que se asienta lo que será la llamada Destreza Española, aunque aún no se ha podido demostrar.
Lo que sí es un hecho innegable es que, al menos, desde el punto de vista de las evidencias escritas, España se encuentra muy por detrás de otros países y, aunque ello no implique que no hubiera una tradición propia de esgrima, es del todo indemostrable seguir afirmando, como se ha hecho hasta hace unas décadas, que la esgrima es un invento hispano y que, en el siglo XVI el estudio de la escuela española centrada en espadas que conocemos como roperas produjo una especie de revolución en la esgrima italiana; también se sostenía, sin ninguna base documental, que las técnicas españolas se popularizaron en Europa, especialmente en Inglaterra y Francia. Al contrario, todas las evidencias (tanto el estilo de las armas, sus centros de producción, los términos técnicos más populares, y la bibliografía conservada), indican que lo que se dio es un continuo flujo de conocimientos entre toda Europa, siendo las escuelas italiana y alemana las dominantes, al menos hasta que apareció la mencionada Destreza Española.

## Verdadera Destreza
El primer tratado español de combate que se conserva en su estado original es la Doctrina del arte de la caballería, del maestro don Juan Quijada de Reayo (Medina del Campo, 1548), que no trata precisamente la Destreza, sino que, con un enfoque militar, estudia el equipo del caballero (silla, arnés, lanza, armadura) y las circunstancias en el que se usaba. El que, a todas luces, parece ser el primer libro sobre la Verdadera Destreza, con un método matemático y filosófico conocido, es el de don Jerónimo Sánchez de Carranza, titulado De la filosofía de las armas y de su Destreza y la agresión y defensa cristiana, escrito hacia 1569 y publicado en Sanlúcar de Barrameda en 1582. El segundo gran libro sobre la Verdadera Destreza, también con profundas bases teóricas y filosóficas, sería el de don Luis Pacheco de Narváez, Libro de las grandezas de la espada, en que se declaran muchos secretos del que compuso Geronimo de Carrança, editado en 1600.
La Verdadera Destreza tuvo su época de máximo desarrollo en el siglo XVII, hay manuales que llevan el estudio de este sistema hasta 1862. Del mismo modo, geográficamente, se extendió por todos los territorios españoles del Nuevo Mundo, dando lugar a variantes como la Destreza Indiana. Sin embargo, la llegada de los Borbones a la Corona española supuso un enorme aumento de la influencia cultural francesa, incluida su tradición de esgrima que, poco a poco, fue desplazando a la española, así en el siglo XIX, el maestro don José Merelo y Casademunt decía:
"nuestro sistema de enseñanza, que marcha de acuerdo con los adelantos del siglo, se reduce a instruir rápidamente a nuestros discípulos en la comprensión y ejecución de las tretas más esenciales, para que puedan entrar en asalto a las primeras lecciones".

## Esgrima en la modernidad
En el siglo XVIII en Francia se había desarrollado el espadín, que, rápidamente, sustituye a la espada de cazoleta (la variante más tardía de ropera), al tiempo que, como simulador de sala, aparecería en ese país, el florete y la careta protectora; así comienzan a forjarse los diferentes estilos de Esgrima Clásica de Duelo y de Salón de tradición diferente a la Española que desembocarían en la esgrima deportiva.
A finales del siglo XIX, aparecen en América maestros europeos, especialmente españoles, franceses e italianos, que comienzan a enseñar el arte de la esgrima, con lo que se inician exhibiciones de competidores locales. En los Juegos Olímpicos de París, se implanta como deporte olímpico, aunque solo en categoría masculina; el florete femenino aparece a partir de 1924, también en París.

## Deporte Olímpico

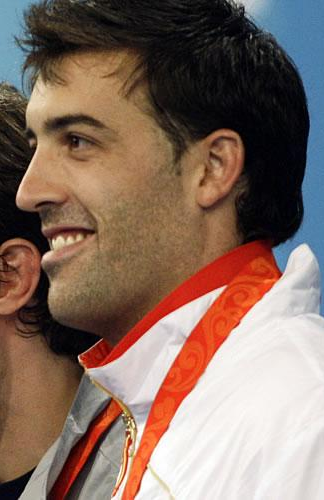
José Luis Abajo (2008).

Datos erróneos han llevado a difundir el mito de que la esgrima es el único deporte olímpico de origen español. La realidad es que esta ya era una disciplina olímpica en los Primeros Juegos de la Era Moderna, de 1896, donde no hubo ningún participante español; un único esgrimidor español se incluye entre los 156 participantes de los Juegos de 1900, aunque no jugó ningún papel relevante, y lo hizo a título personal ya que el Comité Olímpico Español no fue fundado hasta 1905. En todo caso, las normas se negociaban entre la federación francesa y la italiana (no se tenía en cuenta a los españoles); de hecho, un desacuerdo entre franceses e italianos fue lo que provocó que la esgrima fuese suprimida del programa de los Juegos Olímpicos de Roma en 1908.
Destacable es la participación en los Juegos Olímpicos de Pekín 2008 del esgrimista español, José Luis Abajo, que ganó la medalla olímpica de bronce en la categoría de espada individual.